# 丕寧子
丕寧子（7世纪—647年），朝鲜半岛新罗人，史书没有记载乡邑族姓。
真德王元年（647年），百濟伐大兵攻打新罗茂山、甘勿、桐岑三城，金庾信率步騎一萬，抵御。百濟兵非常强，新罗苦戰不能克，士氣疲憊。金庾信知晓丕寧子有力戰深入之志，召他说：“歲寒然後知松栢之後彫。今日之事非常紧急，不是你誰能奮击出奇，以激衆心。”與他飮酒，表示殷勤。丕寧子再拜说：“今在衆人之中，把事情托付给我，可以说是知己，应當以死報之。”出来对奴仆合節说：“我今日上爲國家，下爲知己而死。我儿子擧真雖年幼，有壯志，必想要和我一起死，如果父子丧命，則家人將依靠何人。你和其擧真收好我的骸骨，回去安慰他母亲之心。”说完，鞭馬橫槊，攻入敌陣，格殺數人而死。
擧真看到后想要前去，合節说：“大人有言，让合節和少爷回家，安慰夫人。现在你辜負父命背棄母慈，你这是孝吗。”拉着馬不放。擧真说：“見父死而苟存，豈能说是孝子。”用劒斩下合節手臂，奔入敵阵中戰死。合節说：“我的天塌了，不死干什么。”也交鋒戰死。軍士見三人之死，感动奋進，所向陷陣，大敗百济兵，斬首三千餘級。金庾信收三人之屍，脫下衣服盖上，哭得很悲痛。真德王听说後哭泣，以禮合葬在反知山，恩賞妻儿、九族非常优渥。